# Jo Heim
Jo Heim (* 8. Januar 1958 in Stuttgart) ist ein deutscher Kameramann.

## Leben
Nach dem Abschluss als Diplom-Kaufmann an der Ludwig-Maximilians-Universität München studierte Jo Heim an der Hochschule für Fernsehen und Film München. 1986 debütierte er als Kameramann für einen abendfüllenden Spielfilm. Seither dreht Heim Musikvideos, Werbefilme sowie Kino- und Fernsehfilme, darunter Willkommen bei den Hartmanns, Männerherzen, 7 Zwerge – Männer allein im Wald, Brandmal und Nacht über Berlin. Neben seiner Kameraarbeit doziert Heim an Filmhochschulen in Deutschland und Europa.
Für seine Bildgestaltung erhielt Heim den Ehrenpreis des Deutschen Kamerapreises 2017, den Bayerischen Filmpreis 2015 für Unfriend und Ein letzter Tango sowie den Grimme-Preis 2012 für Die Hebamme – Auf Leben und Tod. Er war vier Mal für den Deutschen Kamerapreis und zwei Mal für den Deutschen Fernsehpreis Bildgestaltung nominiert.
Jo Heim wurde im April 2021 von der Hochschule für Fernsehen und Film München zum Honorarprofessor ernannt; er ist Mitglied der Deutschen Filmakademie. Er lebt derzeit in Köln.

## Filmografie (Auswahl)
- 1997: Tatort: Der Teufel (Fernsehreihe)
- 1998: Tatort: Gefallene Engel
- 1999: Schlaraffenland
- 2000: Tatort: Von Bullen und Bären
- 2000: Jetzt oder nie – Zeit ist Geld
- 2001: 100 Pro
- 2001: Tatort: Und dahinter liegt New York
- 2002: Unter Verdacht: Verdecktes Spiel
- 2003: Suche impotenten Mann fürs Leben
- 2003: Unter Verdacht: Eine Landpartie
- 2004: 7 Zwerge – Männer allein im Wald
- 2004: Unter Verdacht: Gipfelstürmer
- 2006: Auf ewig und einen Tag
- 2007: Vollidiot
- 2008: Die Patin – Kein Weg zurück
- 2009: Männerherzen
- 2009: Tatort: … es wird Trauer sein und Schmerz
- 2011: Die Hebamme – Auf Leben und Tod
- 2011: Männerherzen … und die ganz ganz große Liebe
- 2011: Visus – Expedition Arche Noah
- 2013: Unter Verdacht: Türkische Früchtchen
- 2014: Doktorspiele
- 2014: Unter Verdacht: Mutterseelenallein
- 2015: Brandmal
- 2015: Unter Verdacht: Ein Richter
- 2015: Ein letzter Tango
- 2016: Unfriend
- 2016: Willkommen bei den Hartmanns
- 2016: Snowden – 2nd unit
- 2017: Forget about Nick
- 2018: Der Vorname
- 2020: Nightlife
- 2022: Der Nachname
- 2022: Eingeschlossene Gesellschaft
- 2023: Girl You Know It’s True
- 2024: Alter weißer Mann

## Auszeichnungen (Bildgestaltung)

### Kino
- 2016: Bayerischer Filmpreis Bildgestaltung für Unfriend
- 2016: Bayerischer Filmpreis Bildgestaltung für „Ein letzter Tango“
- 2017: Ehrenpreis des Deutschen Kamerapreis

### TV
- 2012: Grimme-Preis Bildgestaltung für Die Hebamme – Auf Leben und Tod
- 2003: Nominierung Deutscher Fernsehpreis Beste Kamera für „Unter Verdacht – Eine Landpartie“
- 2005: Nominierung Deutscher Kamerapreis für 7 Zwerge – Männer allein im Wald
- 2007: Nominierung Deutscher Kamerapreis für „Mörderische Erpressung“
- 2009: Nominierung Deutscher Kamerapreis für Die Patin – Kein Weg zurück
- 2010: Nominierung Deutscher Kamerapreis für Die Hebamme – Auf Leben und Tod
- 2011: Nominierung Deutscher Fernsehpreis Beste Kamera für Die Hebamme – Auf Leben und Tod

## Auszeichnungen (Gesamtfilm)

### Kino
- 2010: Jupiter Bester deutscher Film für Männerherzen
- 2012: Bambi bester Film national für Männerherzen … und die ganz ganz große Liebe
- 2012: Publikumspreis des Bayerischen Filmpreises für Männerherzen … und die ganz ganz große Liebe
- 2017: Deutscher Filmpreis – Besucherstärkster Film für Willkommen bei den Hartmanns
- 2017: Bayerischer Filmpreis – Beste Produktion für Willkommen bei den Hartmanns
- 2017: Bayerischer Filmpreis – Publikumspreis für Willkommen bei den Hartmanns
- 2017: Goldene Leinwand für Willkommen bei den Hartmanns
- 2017: Jupiter – Bester Film National für Willkommen bei den Hartmanns
- 2017: Deutscher Comedypreis – Beste Kinokomödie für Willkommen bei den Hartmanns
- 2017: Bambi – Film National für Willkommen bei den Hartmanns
- 2017: AZ Stern des Jahres für Willkommen bei den Hartmanns
- 2017: Nominierung Europäischer Filmpreis

### TV
- 2003: Deutscher Fernsehpreis Bester Fernsehfilm für „Unter Verdacht – Eine Landpartie“
- 2003: Grimme-Preis Bester Fernsehfilm für „Unter Verdacht – Verdecktes Spiel“
- 1998: Nominierung Grimme-Preis Fiktion für „Ein starkes Team – Auge um Auge“
- 2003: Nominierung Grimme-Preis Fiktion für „Ein Dorf sucht seinen Mörder“
- 2004: Nominierung Grimme-Preis Fiktion für „K3 Kripo Hamburg“
- 2004: Nominierung Grimme-Preis Fiktion für „Ins Leben zurück“
- 2007: Nominierung Grimme-Preis Fiktion für Auf ewig und einen Tag